# Vessigebro BK
Vessigebro Bollklubb är en idrottsklubb i Vessigebro med i huvudsak fotboll på programmet. Klubben bildades 1927. Klubben spelar på idrottsplatsen Brovallen (105 x 63 m), som invigdes 24 juni 1956.
Klubben spelade under åren 1976 och 1977 i division III, vilket för närvarande är dess bästa resultat, vanligen spelar klubben i division V. Fyra allsvenska fotbollsspelare har börjat sin bana i Vessigebro BK: Uno Andersson och Lennart Alexandersson samt Lennarts söner Niclas Alexandersson och Daniel Alexandersson. 
Förutom fotboll har klubben också haft ungdomslag i handboll (1969-1984), bandy (1960-1964) och bordtennis (1989-1995). Innebandy spelas det numera sedan 1996. Klubben spelar hemmamatcherna i Katrinebergshallen.